# Гипобласт
Гипобла́ст (от греч. hypó — «под, внизу» и blastós — «зародыш, росток») — внутренний слой клеточной стенки дискобластулы и бластодиска у амниот (высших позвоночных).
Гипобласт не гомологичен энтодерме, так как содержит в себе материал главным образом внезародышевой энтодермы, а энтодерма зародыша образуется в период гаструляции путём включения в состав гипобласта мигрирующих внутрь зародыша клеток эпибласта.
У некоторых животных гипобласт отделён от наружного слоя (эпибласта) специальной полостью — бластоцелем.